# 徳大寺公迪
徳大寺 公迪（とくだいじ きんみち）は、江戸時代後期の公卿。官位は正二位・権大納言。

## 経歴
安永9年（1780年）に叙爵。以降累進して、右近衛権少将や右近衛権中将を経て、天明6年（1786年）に従三位となり公卿に列する。寛政8年（1796年）には権中納言となり、寛政10年（1798年）には中宮欣子内親王の中宮権大夫となった。寛政12年（1800年）からは権大納言となり、文化元年（1804年）から文化8年（1811年）にかけては後桜町上皇の院御厩別当となり、文化2年（1805年）には踏歌節会内弁をつとめる。
香川景樹に師事して和歌を学んだ。

## 系譜
- 父：徳大寺実祖
- 母：不詳
- 妻：今出川実種の娘
- 妻：家女房
  - 男子：山科言成（1811-1870）
  - 養子：徳大寺実堅（実父は鷹司輔平（閑院宮直仁親王の王子））